# El libro de la tierra negra
El libro de la tierra negra es una novela de ciencia ficción de Carlos Gardini. Fue publicada en edición electrónica en 1991 por la revista Axxón, y en papel en 1993 por Ediciones Letra Buena, y más tarde en 2001 por Equipo Sirius. Recibió en 1991 el Premio Axxón, y en 1992 el Premio Más Allá, otorgado por el Círculo Argentino de Ciencia Ficción y Fantasía.

## Argumento
La novela está ambientada 2.000 años en el futuro, cuando la ficticia Iglesia Ecuménica ha establecido una teocracia en buena parte de la Tierra, en forma de protectorados. La Tierra Negra del título se refiere a una región árida cercana a la ciudad de Teodor-poli. Allí se asienta un árbol gigantesco, el árbol de la Tierra Negra, caído del espacio doscientos años antes y probablemente relacionado con una expedición que dejó la Tierra un milenio atrás. El protagonista de la novela es Såncamar, hijo de Andrés O'Bardo La Tour, protector de Teodor-poli, y de Irenea, una «contaminada» de la región marginal de Luctu Al. La concepción y el nacimiento de Såncamar han sido planeados por La Tour en la inteligencia de que solo el hijo de un piadoso y un contaminado podría entrar a la Tierra Negra y conquistarla sin enloquecer.
La trama de la novela presenta paralelos con el relato evangélico de la pasión, muerte y resurrección de Jesucristo.

## Enlaces relacionados
- Reseña
- Fragmento de la novela

- Datos: Q5351511